# Вигода (річка)
Вигода (рос. Выгода) — річка в Україні, у Шептицькому районі Львівської області. Права притока Судилівки, (басейн Прип'яті).

## Опис
Довжина річки приблизно 4,24 км, найкоротша відстань між витоком і гирлом — 4,14  км, коефіцієнт звивистості річки — 1,02. Формується багатьма безіменними струмками. Повністю каналізована.

## Розташування
Бере початок у селі Куликів. Тече на північний захід і на південно-західній стороні від села Корчівка впадає у річку Судилівку, ліву притоку Стиру.

## Цікавинка
- Річка розташована між загальнозоологічними заказниками Бужанівською дачою та Пукачів[2].